# Lansbergia sordida
Lansbergia sordida är en skalbaggsart som beskrevs av Hauser 1904. Lansbergia sordida ingår i släktet Lansbergia och familjen Cetoniidae. Inga underarter finns listade i Catalogue of Life.